# Günter Tiedeken
Günter Tiedeken (* 2. Dezember 1932 in Berlin; † 22. Oktober 2019) war ein deutscher Maler und Grafiker.

## Leben
Als dienstverpflichtete Fachkraft arbeitete und lebte der Vater Tiedekens mit seiner Familie im Rahmen der Aktion Ossawakim von 1946 bis 1952 in der Sowjetunion. Nach der Rückkehr in die DDR studierte Tiedeken von 1952 bis 1958 an der Hochschule für Bildende Künste Dresden bei Erich Fraaß, Max Erich Nicola und Rudolf Bergander. Für seine Diplomarbeit schuf er das Tafelbild Konflikt unter zwei Menschen.
Nach dem Diplomabschluss war er ab 1958 als Künstler freischaffend tätig. Er war bis 1990 Mitglied des Verbands Bildender Künstler der DDR. 1963 initiierte Tiedeken gegen den Widerstand der Behörden mit anderen Künstlern die Besitznahme und künstlerische Nutzung des Leonhardi-Museums in Dresden. 1967 bis 1970 hatte er einen Lehrauftrag an der Technischen Universität Dresden und ab 1980 an der Hochschule für Bildende Künste, ab 1986 als Dozent. Zu seinen Schülern gehörte u. a. Andreas Thieme. 1974 nahm Tiedeken mit weiteren eingeladenen 18 Künstlern im Ministerium für Kultur an einem ersten Arbeitsgespräch zur Gestaltung der Bildergalerie im Berliner Palast der Republik teil.
Er hatte in der DDR eine große Zahl von Einzelausstellungen und Ausstellungsbeteiligungen u. a. von 1962 bis 1988 an allen Deutschen Kunstausstellungen bzw. Kunstausstellungen der DDR in Dresden.
Studienreisen führten ihn in die damalige Sowjetunion, die Mongolei, die CSSR, nach Italien, Kuba und Nordkorea. Tiedeken lebte und arbeitete zuletzt in Dittelsdorf.

## Rezeption
„Viele Jahre gehörte der Maler Günter Tiedeken zu den Künstlern in Dresden, die unzufrieden mit der Erbschaft eines starren Realismus, belastet von der Tradition des 19. Jahrhunderts und den Prämissen eines Obrigkeitsstaates, sich zu lösen begannen vom »Althergebrachten«, das die trockene Akademie zu vermitteln trachtete. Statt des »verordneten« Realismus erweckten ganz andere »Mythen« die jungen Maler von damals zu einer neuen Sicht auf die Wirklichkeit. Auch Günter Tiedeken überwand die akademisch naturalistischen Vorbilder und versuchte die Spannungen zwischen sinnlicher und geistiger Erfahrung auf expressive Weise auszudrücken.“

## Ehrungen
- 1976 Martin-Andersen-Nexö-Kunstpreises der Stadt Dresden
- 1982 Vaterländischer Verdienstorden in Bronze
- 2002 Oberlausitzer Kunstpreis

## Darstellung Tiedekens in der bildenden Kunst
- Claus Weidensdorfer: Porträt Günter Tiedeken (Kohlezeichnung; 1965)[6]

## Museen und öffentliche Sammlungen mit Werken Tiedekens (unvollständig)
- Dresden: Galerie Neue Meister[7]
- Dresden: Kunstfonds des Freistaats Sachsen[7]
- Leipzig:  Museum der bildenden Künste

## Weitere Werkbeispiele

### Tafelbilder
- Selbstbildnis mit erhobenem Arm (1972, Öl)[8]
- Porträt Oberst Dr. Kregelin[9] (1980, Aquarell, 73 × 50 cm; Auftrag der NVA)
- Versuch einer Begegnung (1981/82, Mischtechnik, 160,3 × 149,3 cm; Museum der bildenden Künste, Inv. 2849)
- Geschundene (1982, Mischtechnik)

### Zeichenkunst und Druckgrafik
- Porträt Oberst Dr. Kregelin[9] (1980, Aquarell, 73 × 50 cm; Auftrag der NVA)

### Buchillustrationen
- Nelly Sachs: Wegweiser ins Ungesicherte. Gedichte. Verlag der Kunst, Dresden, 1991

### Publikationen
- Günter Tiedeken: Arbeiten auf Papier. Meißner Druckhaus GmbH, 1994
- Günter Tiedeken: Aquarelle. Meißner Druckhaus GmbH, 1995

## Einzelausstellungen (unvollständig)
- 1965: Freital, Haus der Heimat („Fünf junge Künstler stellen aus“; mit Hans Mühlemann, Siegfried Huth, Wolfgang Thiel und Horst Weber)
- 1966/1967 Schwerin, Staatliches Museum (mit Max Uhlig und Gerhard Kettner)
- 1966 Berlin, Kunstkabinett am Institut für Lehrerweiterbildung
- 1977 Dresden, Pretiosensaal des Schlosses (mit Susanne Voigt)
- 1994 Auerbach, Göltzschtalgalerie (Arbeiten auf Papier)
- 2010 Zittau, Franziskanerkloster („Günter Tiedeken. Zeitenriss/Arche“)
- 2012/2013 Königshain, Schloss Königshain („Malerei–60 Jahre Werkstatt“)
- 2015 Görlitz, Annenkapelle („Glocken für/des Alexander Block“; mit Henry Puchert)
- 2016 Zittau, Galerie Kunstlade („gegen-sätze“; mit Anneliese Zenker)
- 2017 Freital, k.u.n.s.t.-verein Freital e.V., Einnehmerhaus („und öffnen den Stein“, Zeichnungen)